# Liste von Bergwerken im Landkreis Merzig-Wadern

Kommunen im Landkreis Merzig-Wadern.

Die Liste von Bergwerken im Landkreis Merzig-Wadern führt die Gruben, Bergwerke, Stollen und andere unter das Bergrecht fallende Betriebspunkte im Landkreis Merzig-Wadern, Saarland, auf. 

## Geschichte
Der Bergbau im Saarland existierte bereits in keltischer Zeit und ist seit 1429 urkundlich nachgewiesen. Überwiegend wurde Steinkohle abgebaut. Mit der einsetzenden Industrialisierung Deutschlands ab 1850 sorgte die stark gestiegene Nachfrage nach Kohle für eine enorme Ausdehnung des Bergbaus an der Saar. Im Juni 2012 endete der Kohlebergbau im Saarland mit der Schließung des Bergwerks Saar. Die Kalksteingrube Auersmacher wird seit 2017 nur noch im Standby vorgehalten.

## Liste

### Beckingen
| Name         | Gemeinde/Stadt | Bemerkungen                    | Teufe (m) | Beginn | Ende | RAG-Nr. / Quelle | Lage | Bild |
| ------------ | -------------- | ------------------------------ | --------- | ------ | ---- | ---------------- | ---- | ---- |
| Düppenweiler | Düppenweiler   | Kupfer; heute Besucherbergwerk |           | 1723   | 1916 |                  | Lage |      |

### Losheim am See
| Name           | Stadt/Gemeinde   | Bemerkung        | Lage | Beginn | Ende |
| -------------- | ---------------- | ---------------- | ---- | ------ | ---- |
| Rimlingen, I-X | Bachem/Rimlingen | Eisen; zu Merzig |      | 1874   |      |

### Merzig
| Name             | Gemeinde/Stadt     | Bemerkungen      | Beginn | Ende       | RAG-Nr. / Quelle | Lage            |
| ---------------- | ------------------ | ---------------- | ------ | ---------- | ---------------- | --------------- |
| (im Hochwald)    | Merzig-Wadern (LK) | Erz              |        | 1845       | 1943             | [ Abbildung 1 ] |
| Brotdorf, I-VIII | Brotdorf           | Eisen; zu Merzig |        | 1876 (vor) |                  |                 |
| Merzig           | Brotdorf           | Eisen            |        | 1876 (vor) |                  |                 |
| Merzig I         | Merzig             | Eisen; zu Merzig |        | 1876 (vor) |                  |                 |
| Merzig II        | Merzig             | Eisen; zu Merzig |        | 1876 (vor) |                  |                 |
| Neunkirchen I-XI | Merzig             | Eisen; zu Merzig |        | 1876 (vor) |                  |                 |

## Abbildungen
1. ↑  Abbildung Grube im Hochwald (Memento des Originals vom 4. März 2016 im Internet Archive)  Info: Der Archivlink wurde automatisch eingesetzt und noch nicht geprüft. Bitte prüfe Original- und Archivlink gemäß Anleitung und entferne dann diesen Hinweis.